# Эккарт, Карл Генри
Карл Генри Эккарт (англ. Carl Henry Eckart; 4 мая 1902, Сент-Луис, штат Миссури, США — 23 октября 1973, Ла-Холья, Калифорния, США) — американский физик и океанограф. Педагог, профессор.
Член Национальной академии наук США (1953) и Американской академии искусств и наук (1959).

## Биография
С 1919 года обучался в Университете Вашингтона в Сент-Луисе, где получил степень бакалавра и магистра в области инженерных наук. Его преподаватель А. Х. Комптон предложил К. Эккарту продолжить учёбу в области физики в Принстонском университете, куда он поступил в 1923 году. В 1925 году Эккарт стал доктором философии. В том же году стал сотрудником Принстона, в 1925—1927 гг. работал в Калифорнийском технологическом институте.
Получив стипендию Гуггенхайма, отправился в Европу, в 1927—1928 гг. был помощником А. Зоммерфельда в Мюнхенском университете .
С 1928 по 1946 год читал лекции в Чикагском университете, сначала в качестве доцента, позже — профессор).
Во время Второй мировой войны занимался исследованиями распространения звука под водой. В 1946—1952 — первый руководитель Морской физической лаборатории при Калифорнийском университете (Marine Physical Laboratory). С 1948 по 1951 год был директором Института океанографии Скриппса в Ла-Холья. С 1963 года работал в Калифорнийском университете в Сан-Диего. В 1965 году стал вице-канцлером университета.
После этого до выхода на пенсию в 1971 году работал профессором геофизики в Институте Скриппса.

## Научная деятельность
Известен своим вкладом в квантовую физику и квантовую механику (теорема Вигнера — Эккарта и условия Эккарта), линейную алгебру (теорема Эккарта — Янга). Проводил работы в области геофизики, увязывая теоретические гидродинамические исследования с фактическими физическими свойствами воды. Внёс значительный вклад в развитие океанологии.

## Избранные труды
- Carl Eckart The Solution of the Problem of the Simple Oscillator by a Combination of the Schrödinger and the Lanczos Theories, Proceedings of the National Academy of Sciences of the United States of America 12 473—476 (1926). Submitted 31 May 1926.
- Carl Eckart (National Research Fellow) Operator Calculus and the Solution of the Equations of Quantum Dynamics, Phys. Rev. 28 (4) 711—726 (1926). California Institute of Technology. Received 7 June 1926.
- A. Sommerfeld, W. V. Houston, and C. Eckart, Zeits. f. Physik 47, 1 (1928)
- Carl Eckart The Application of Group theory to the Quantum Dynamics of Monatomic Systems, Rev. Mod. Phys. 2 (3) 305—380 (1930). University of Chicago.
- Carl Eckart, Some Studies Concerning Rotating Axes and Polyatomic Molecules, Physical Review 47 552—558 (1935).
- Carl Eckart The Approximate Solution of One-Dimensional Wave Equations, Rev. Mod. Phys. 20 (2) 399—417 (1948). University of California, Marine Physical Laboratory, San Diego, California.

## Награды
- 1948 — Свидетельство о заслугах, подписанное президентом США Гарри Трумэном
- 1966 — Медаль Александра Агассиза (за оригинальный вклад в развитие океанологии)
- 1972 — Медаль Уильяма Боуи Американского геофизического союза

## Личная жизнь
Был женат дважды: на Эдит Луизе Фразе (1926—1948) и Кларе Дан (1958—1963).